# Strelitzia

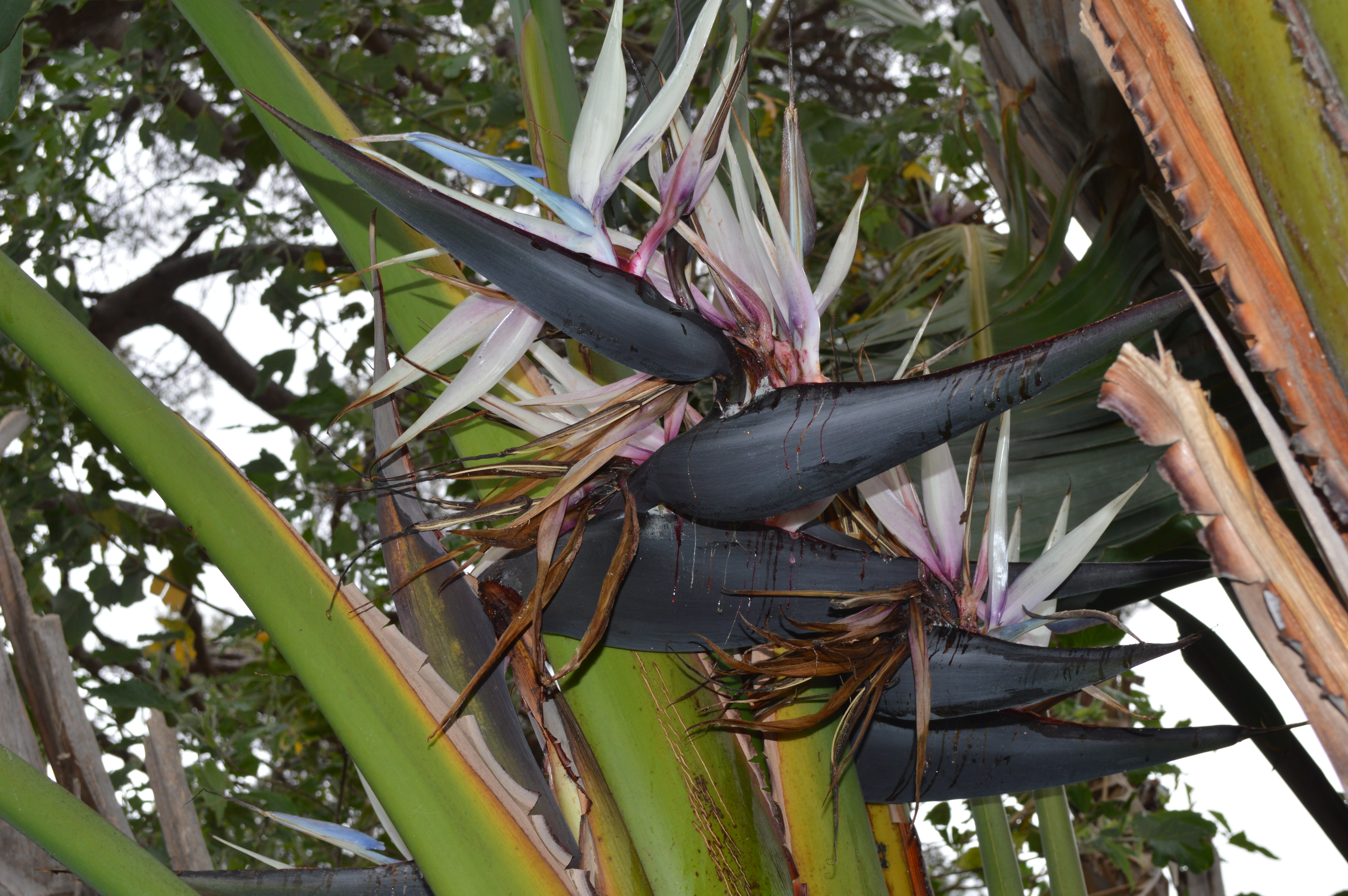
Inflorescències de Strelitzia alba, s'hi aprecien les bràctees coriàcies característiques.

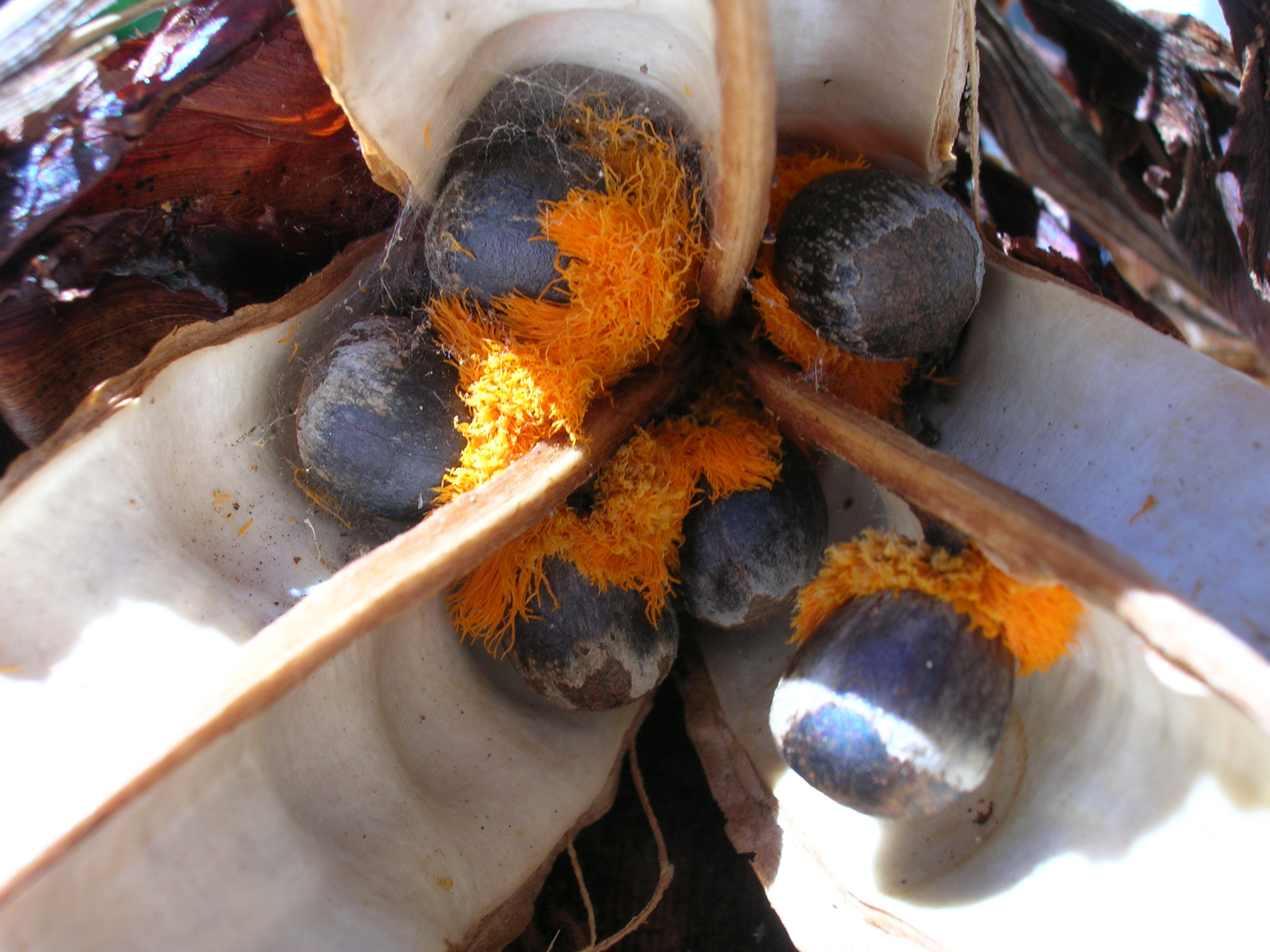
Una càpsula oberta de Strelitzia reginae, s'hi aprecien els tres lòculs, les llavors i el seu aril taronja.

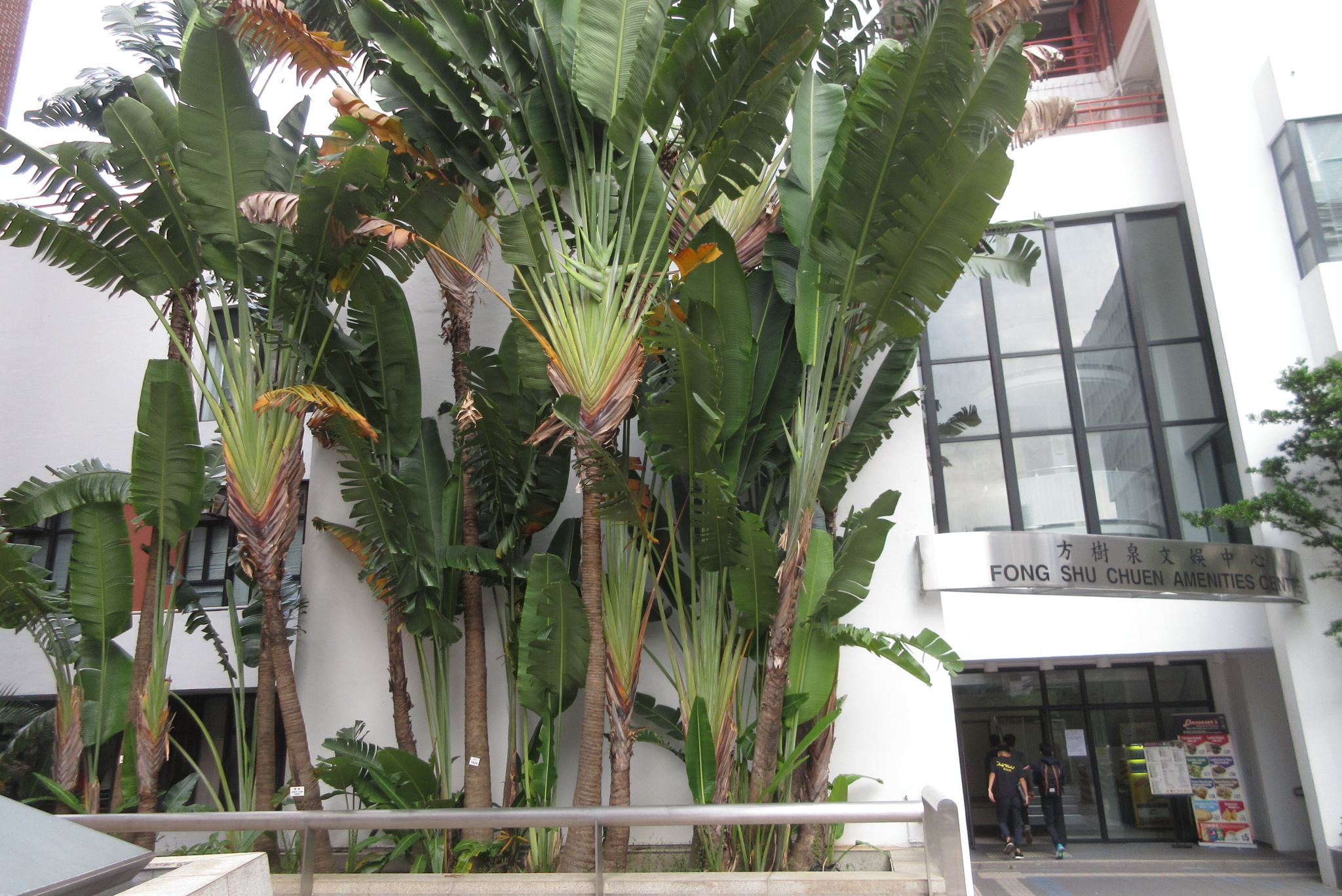
Strelitzia nicolai

Strelitzia és un gènere de plantes angiospermes de la família de les estrelitziàcies (Strelitziaceae). Són plantes natives del sud d'Àfrica.
Les flors tenen una forma molt original i són força apreciades en jardineria i per fer rams. L'espècie més grossa és Strelitzia nicolai i pot arribar als 10 m d'alçada.

## Descripció
Són plantes herbàcies de port arbori, amb una falsa tija o acaulescents. Les fulles són grans, enteres, alternes, habitualment peciolades i una disposició dística, en dues fileres verticals oposades. Les flors s'agrupen en inflorescències axials, al capdamunt d'un peduncle es produeix una bràctea coriàcia en forma de casc de vaixell que conté les flors, a partir de l'axis de la primera hi pot aparèixer una segona i així successivament. Les flors, que presenten bràctees acolorides, són hermafrodites, zigomorfes, amb un periant format per 3 sèpals i a pètals, els dos inferiors units formant una mena de fletxa amb un canal central que conté els estams i l'estil, el tercer és més petit. A l'androceu hi ha 5 estams amb dues teques. Al gineceu l'ovari és ínfer i trilocular, amb molts òvuls per lòcul. El fruit és una càpsula llenyosa trilocular, amb dehiscència loculicida i amb llavors embolcallades per un aril de color taronja.

## Taxonomia
Aquest gènere va ser publicat per primer cop l'any 1788 per Joseph Banks (1743-1820) en una gravats de Strelitzia reginae destinats a ser publicats al primer volum de l'obra Hortus Kewensis de William Aiton (1731-1793), que s'havia de publicar el 1789, però que es van distribuir abans, i per la regla de prioritat que regeix la taxonomia, li pertoca l'atribució del nom.
El nom del gènere prové del ducat de Mecklenburg-Strelitz, lloc de naixement de la reina del Regne Unit Carlota de Mecklenburg-Strelitz.

### Espècies
Dins del gènere Strelitzia es reconeixen les cinc espècies següents:
- Strelitzia alba (L.f.) Skeels
- Strelitzia caudata R.A.Dyer
- Strelitzia juncea Andrews
- Strelitzia nicolai Regel & Körn.
- Strelitzia reginae Banks

### Híbrids
S'ha descrit els següent híbrid artificial:
- Strelitzia × kewensis S.A.Skan, un híbrid entre Strelitzia augusta  i Strelitzia reginae.